# Salomon Lefmann

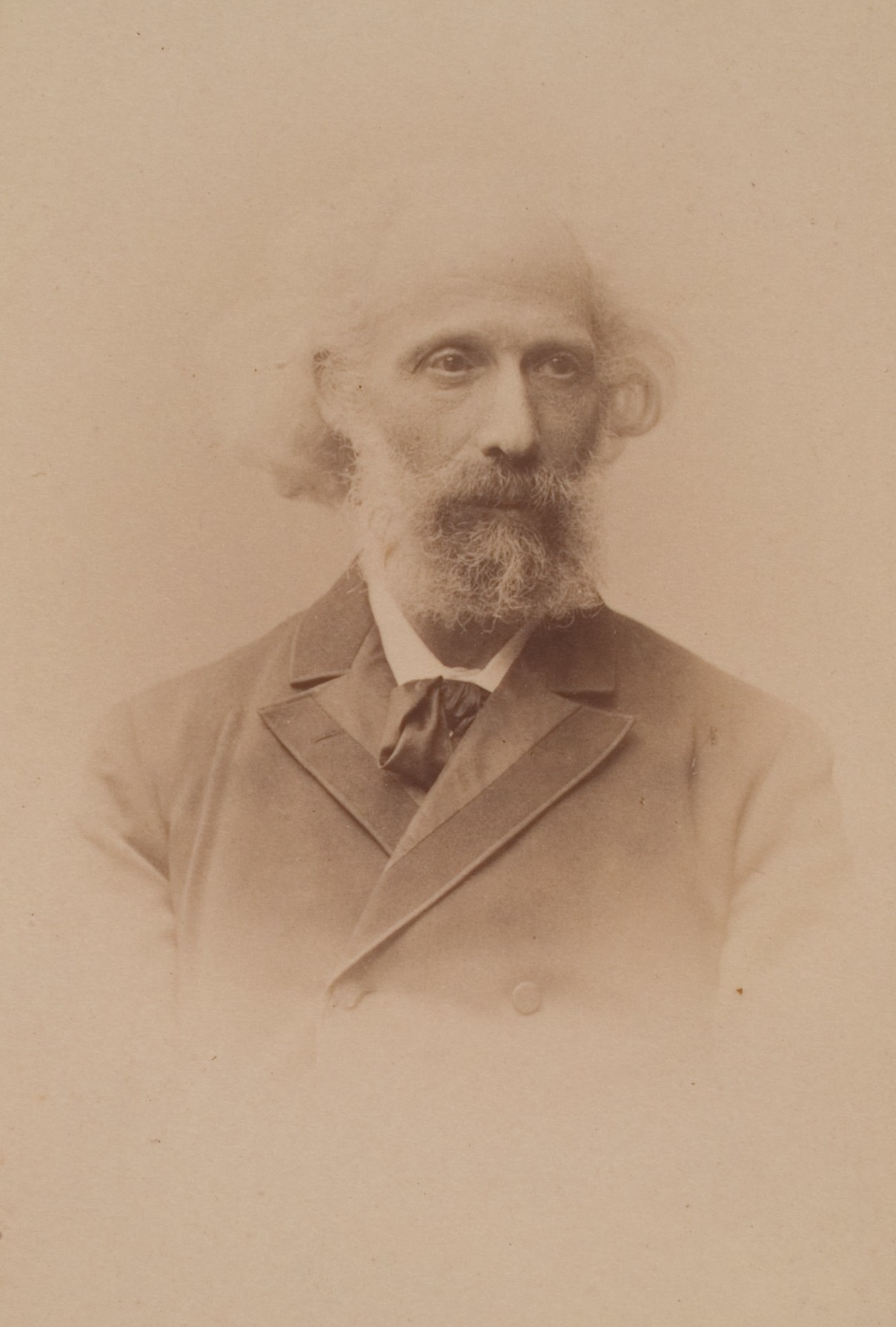
Salomon Lefmann

Salomon Lefmann (ur. 25 grudnia 1831 w Telgte/Westfalia, zm. 1912 w Heidelbergu) – niemiecki filolog pochodzenia żydowskiego.
Naukę pobierał w szkole żydowskiej w Telgte. Kształcił się także na akademii w Münster, następnie na uniwersytetach w Heidelbergu, Berlinie i Paryżu.
W 1870 został adiunktem, następnie profesorem sanskrytu na uniwersytecie w Heidelbergu.

## Dzieła
- De Aristotelis in Hominum Educatione Principiis (1864)
- August Schleicher (1870)
- Geschichte des Alten Indiens (1879-90)
- Lalita Vistara (1883)
- Franz Bopp (1891-97)